# Federatie van Diaconieën
De Federatie van Diaconieën is de vereniging van de diaconieën in de Protestantse Kerk in Nederland. 

## Voorgeschiedenis
In het kader van het Samen op Weg-proces werden de Generale Diaconale Raad van de Nederlandse Hervormde Kerk en de Deputaatschappen van de Gereformeerde Kerken opgeheven. Hiermee dreigde een eind te komen aan de overkoepelende diaconale werk- en beleidsstructuur binnen de te vormen Protestantse Kerk in Nederland. Vanuit de diaconieën kwam het initiatief om in deze leemte te voorzien. Daartoe werd op 26 november 1998 de Federatie van Diaconieën opgericht. 
In feite was sprake van een heroprichting. Op 1 april 1910 werd te Utrecht de Vereniging van diakenen in de Nederlandse Hervormde Kerk opgericht, in 1921 werd deze omgezet in de Federatie van Diaconieën. Ten gevolge van de totstandkoming van de Generale Diaconale Raad hield de Federatie per 1 januari 1964 op te bestaan.  

## Huidige situatie
De Federatie van de Diaconieën behartigt de belangen van de Protestantse diaconieën. De Federatie ziet toe op een juiste besteding van financiële middelen ten behoeve van het landelijke en internationale diaconale werk en verleent diensten aan haar leden. Het lidmaatschap staat open voor diaconieën die behoren tot de Protestantse Kerk in Nederland: dat zijn Protestantse diaconieën, Hervormde diaconieën, Gereformeerde diaconieën, Evangelisch-Lutherse diaconieën en Waalse diaconieën. De Federatie van Diaconieën is een zelfstandige organisatie. Zij werkt nauw samen met de  Protestantse Kerk in Nederland , maar heeft een onafhankelijke positie.
Op 28 maart 2015 herdacht de Federatie met een feestelijke bijeenkomst in de  Dom van Utrecht  dat zij 105 jaar geleden in deze kerk voor het eerst werd opgericht. Bij deze gelegenheid bracht de Federatie een brochure uit over haar geschiedenis in relatie tot de ontwikkeling van het diaconaat. Tevens presenteerde de Federatie de publicatie Dienen Delen Doen. Deze bevat de resultaten van het samen met Kerk in Actie verrichte onderzoek naar de maatschappelijke inzet van de diaconieën van de Protestantse Kerk in Nederland. Uit het onderzoek blijkt dat deze in geld en vrijwilligersinzet op ruim een kwart miljard euro jaarlijks kan worden gewaardeerd. 